# Біле озеро (Володимирецький район)
Біле озеро — озеро карстового походження, розташоване у Вараському районі Рівненської області, у басейні річки Стир (притока р. Прип'ять).

## Гідрографія
Біле озеро розташоване поблизу села Рудка. Озеро має площу 453 га. Це друге за величиною озеро в Рівненській області після озера Нобель (470 га). Воно складається з двох лійкоподібних улоговин карстової природи глибиною 22 і 26 м. За повідомленням директора турбази, 2005 року зафіксовано глибину 34 м. Розташоване воно серед боліт у межиріччі Стиру й Веселухи.
За висновками вченого Павла Тутковського, під час найбільшого в історії Землі Дніпровського зледеніння місцина, де нині розміщене Біле озеро, була безпосередньою ареною діяльності льодовика, що й зумовило характерний рельєф: пісковики й болота, кінцево-моренні гряди та піщано-гравійні вали. Це — останці озових насипів, витвори уже вмираючого льодовика. До речі, ози на Рівненщині зустрічаються лише тут, на північному заході області. У болотистому ареалі озера досі збереглися рідкісні рослинні релікти льодовикового періоду.
Дніпровське зледеніння залишило на берегах озера морену: уламковий матеріал, що переносився льодовиком. Піщана гряда з великою кількістю кременю — його слід, як і піщано-гравійні вали (ози) висотою 5-12 м та довжиною від 0,5 до 1,5 км, що простягаються довкола озера вздовж лінії руху льодовика.
Озеро розташоване на 156,5 м (уріз води) над рівнем моря. Воно має овальну форму, трохи витягнуте із заходу на схід (довжина — 2,65 км, ширина — 2,10 км). Дно озера пологе, піщане. Живиться підземними водами, частково поверхневими від танення снігу та дощів. З дна б'ють холодні та теплі джерела, а на глибині 8 м температура постійна: +8 °C. Тому і в морози поверхня не повністю замерзає, товщина криги — 25-50 см, рідше 80 см. Середня глибина озера 10 м. До глибини 2-2,5 м вода прозора.

## Флора й фауна району Білого озера
У районі Білого озера є рідкісні й цікаві рослини. Це лікоподієла заплавна, цмин пісковий, росичка круглолиста; осоки (тонкокорневищна, багнова, дводомна). Біля могутніх ялин знайшла собі місце коручка болотна — поліська орхідея з дуже красивою квіткою. Із сосною подружилась зелена кучерява коничка. У воді озера біля берега знайдено рідкісну рослину — молодильник озерний, який частіше зустрічався у Воронківському озері.
З тварин зустрічаються вовк, лисиця, вужі, ящірки. На берегах озера гніздяться дикі качки, гуси, живуть бобри та ондатри. Ще в 60-х роках зробленим із лози кошем можна було зачерпнути з озера багато риби та раків.
За даними обласної Держрибінспекції (2006—2011 рр.), в озері зафіксовано 22 види риб, що належать до 10 родин (коропових, окуневих, в′юнових, баліторових, бичкових, колючкових, сомових, вугрових, головешкових, щукових).
Цікавою особливістю іхтіофауни озера є присутність вугра річкового європейського (Anguilla anguilla L.), який тут трапляється поодиноко. Цей вид має змієвидне тіло, довжиною 1,5 м, вагою до 8 кг. Численними видами у озері є лин, йорж, карась, плітка, окунь, краснопірка, верховка, верховодка, щука, плоскирка.

## Цілющі та рекреаційні властивості
Біле озеро — особливе. Тут унікальне поєднання болотних, озерних і лісових природних комплексів Західного Полісся. Безпосередньо до озера прилягають лісові й болотні масиви, що разом утворюють єдиний гідрологічний комплекс. Вода за складом гідрокарбонатно-кальцієво-магнієва (типова для озер лісової зони). Вода містить фосфор, сірководень і до 6,37 мг/л гліцерину. Тому вода здається шовковистою на дотик. Біле озеро — єдине в Україні з підвищеним вмістом гліцерину у воді, через що має надзвичайні цілющі властивості.
За Польщі до Білого озера проклали вузькоколійку, якою воду з озера цистернами вивозили у Варшаву спеціально для лікування пані Пілсудської — дружини глави польської держави.
Партизани та вояки УПА, що воювали в цих болотах, також згадували про цілющу воду Білого озера. Нею заживлювали рани, виходжували підстрілених коней.
На озері розташований реабілітаційно-оздоровчий комплекс «Біле Озеро». Щороку наприкінці липня на його території проходить пісенний фестиваль для молоді.
В озері щорічно відмічається зниження рівня води, у тому числі й унаслідок інтенсивного рекреаційного використання.
Біле озеро перебуває у складі Білоозерського заказника.

## Галерея

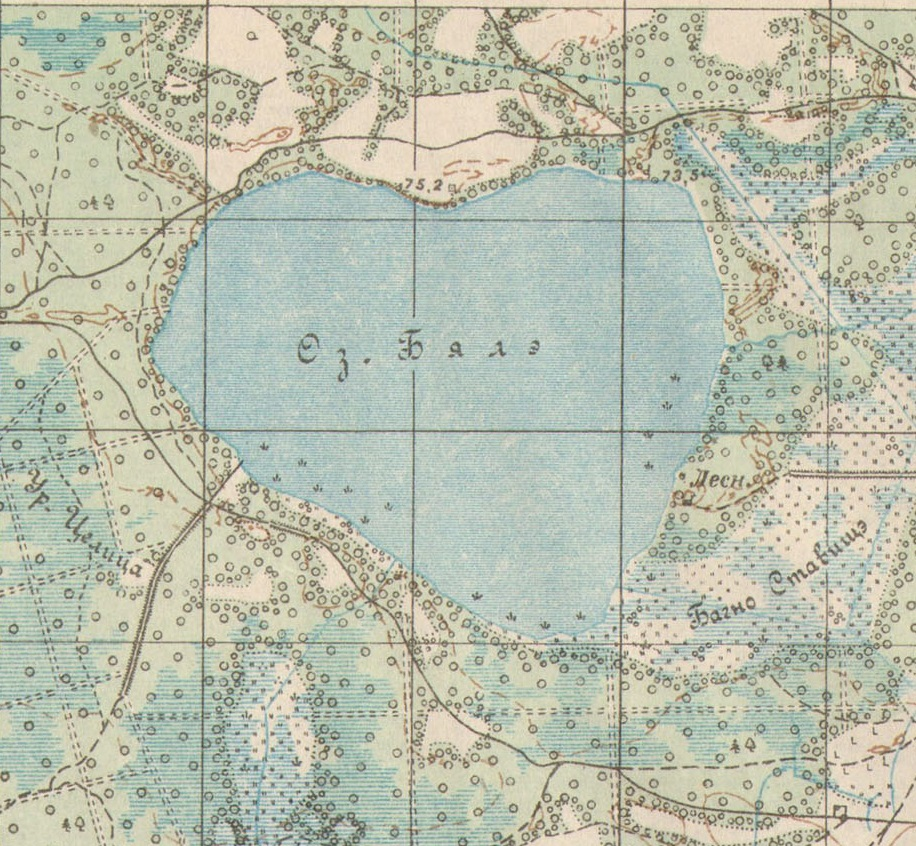
Озеро Біле на карті 1903 року
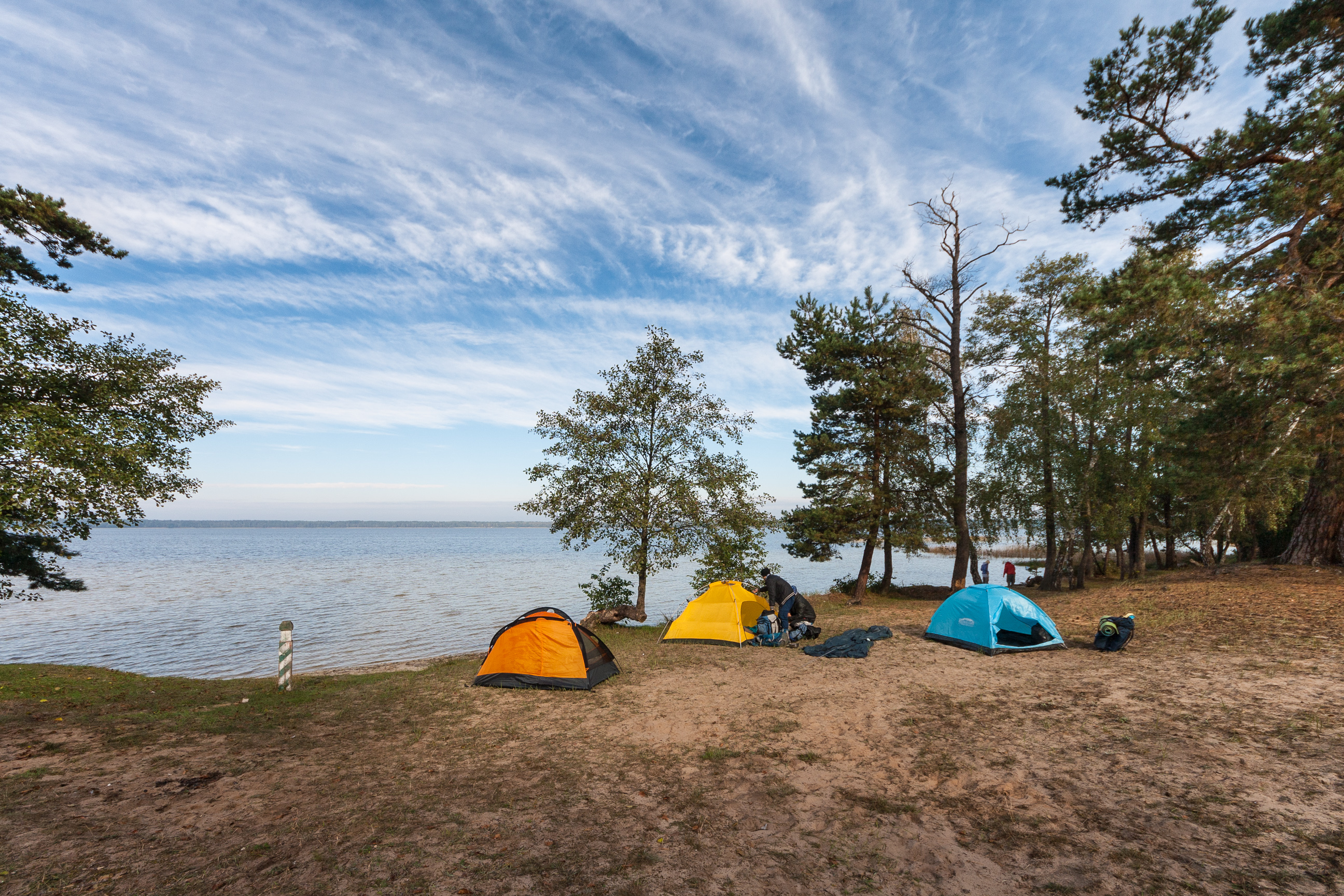
Берег Білого озера